# Sjunnarp
Sjunnarp är en by] i Äsphults socken i Kristianstad kommun i Skåne län.
Platsen nämndes första gången 1610. Namnet kommer av mansnamnet Sjunne, som betyder "den sjunde", och -arp, (-torp) som betyder nybygge.
I slutet av 1600-talet delades Sjunnarp av två bröder och blev delat fram till 1900-talet då ägaren till den ena gården köpte den andra. Allt som allt var där 200 tunnland. Eftersom gården gick i släkten i 300 år fick förre ägaren släktdiplom. Gården gick ur släkten 1989.